# 최완복
최완복(崔完福, 1915년 ~ 1994년)은 대한민국의 외교관이다. 제8대 국토통일원 장관을 지냈다. 황해도 봉산군 출신으로, 본관은 수원.
1941년 일본 게이오 대학 불문과를 졸업하였다. 광복 이후 프랑스 정부 초청으로 소르본 대학교를 수료하고 이후 미국으로 건너가 미시간 대학교를 졸업, 명예문학박사 학위를 받았다. 1960년 외교관으로 임용되어 주프랑스 참사관, 1962년 한국외국어대 학장, 주코트디부아르 대사, 1967년 외무부 외교안보연구원장, 1970년 주스페인 대사, 1972년 벨기에·유럽공동체(EEC)·룩셈부르크 대사, 1974년 주네덜란드대사 등을 역임하였다.
외교관 은퇴 이후 1977년 다시 한국외대 학장에 취임하였다. 1980년 국토통일원 장관으로 정부에 입각하였고, 1984년 장관을 그만둔 이후에도 통일원 고문으로 활동하였다. 1994년 서울 압구정동 자택에서 숙환으로 별세했다.

## 상훈
- 수교훈장 광화장
- 청조 근정훈장
- 프랑스 정부 교육문화훈장